# Juan Borgognona
Juan Borgognona est un peintre espagnol du XVIe siècle. Il est connu pour ses fresques, exécutées entre 1495 à 1533, notamment à Tolède et Ávila.